# Tower Subway

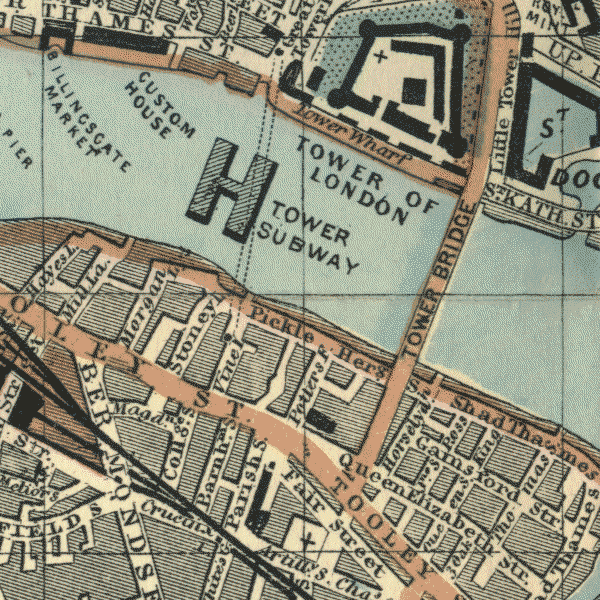
Tower Subway auf einer Karte: Reynolds’ Shilling Map, 1895.

Die Tower Subway ist ein 1869/70 erbauter Tunnel unter der Themse im Stadtzentrum von London, in unmittelbarer Nähe zum Tower of London. Er verläuft vom Tower Hill auf der Nordseite zur Vine Lane auf der Südseite. In diesem Tunnel wurden Personen mittels eines Wagens transportiert, und die Tower Subway gilt damit als erste U-Bahn der Welt, die in einer tiefliegenden Röhre erbaut wurde. Die erste in offener Bauweise errichtete U-Bahn war die Metropolitan Railway im Jahr 1863 gewesen.

## Vorgeschichte
Ab Ende des 18. Jahrhunderts und besonders in der ersten Hälfte des 19. Jahrhunderts wuchs die Gegend an der Themse ab der London Bridge flussabwärts (Rotherhithe, Bermondsey, Greenwich) zu einem überaus frequentierten Industrie- und Gewerbegebiet heran. Die etwas zu weit flussaufwärts liegende London Bridge sowie die im fraglichen Bereich existierenden Fähren für den Personentransport wurden immer mehr als unzureichend empfunden, sodass eine effizientere Verbindung der beiden Flussufer fällig wurde. Das beständige Anlegen von Segelfrachtschiffen schloss den Bau einer Brücke aus und die Konstruktion einer unterirdischen Verbindung wurde ins Auge gefasst.
Bereits 1807 nahm der Ingenieur Richard Trevithick den Bau eines Tunnels in Angriff. Das Projekt scheiterte aber nach längerer Bauzeit aufgrund der ungünstigen geologischen Verhältnisse (eindringender Treibsand) und unzureichender Technik.
1825 wurde erneut der Bau eines Tunnels unter der Leitung des Ingenieurs Marc Brunel, nun an anderer Stelle zwischen Rotherhithe und Wapping, begonnen. Es handelte sich um den aufgrund verschiedener Schwierigkeiten erst im Mai 1843 eröffneten Thames Tunnel, den weltweit ersten Tunnel unter einem Fluss.

## Konstruktion und Bau

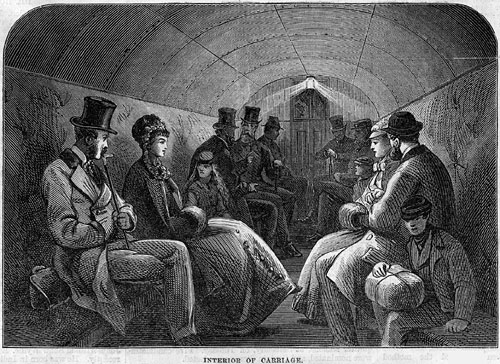
Innenraum des Wagens der Tower Subway im Jahr 1870

Nach dem Thames Tunnel war die von Peter William Barlow vorgeschlagene und 1863 zum Bau ausgeschriebene Tower Subway der zweite geplante Tunnel unter der Themse. Als einziger Bewerber für den Bau meldete sich James Henry Greathead, der zusammen mit Barlow, seinem früheren Lehrmeister, für den Tunnelbau die ersten Tübbings aus geschweißtem Stahl entwickelt hatte. Danach hatte Greathead eine neue Variante eines Tunnelvortriebsschildes patentieren lassen. Mit seiner neuen Technik versprach man sich die Errichtung des Tunnels innerhalb eines einzigen Jahres und mit Baukosten von rund 16.000 Pfund Sterling, was weniger als ein Vierzigstel dessen war, was die Errichtung des Thames Tunnels gekostet hatte. In der Tat bewegte sich der Schild rund 2 m täglich vorwärts, und die Tunnelröhre war in nur zehn Monaten fertiggestellt – nicht zuletzt auch aufgrund der Tatsache, dass man die Röhre tiefer legte als die des Thames Tunnels und so Deckeneinbrüche vermeiden konnte. Eröffnet wurde die Tower Subway am 2. August 1870.
Die Röhre hatte eine Länge von 450 yards (411,48 Meter) und einen Durchmesser von 7 Fuß (2,13 Meter). Der Mindestabstand zwischen ihr und dem oberhalb liegenden Flussbett beträgt 22 Fuß (6,71 Meter).
Die Spurweite des Wagens für den Personentransport betrug 2½ Fuß (762 Millimeter). Der Wagen lief auf acht Rädern, war mit einer händisch betriebenen Bremse versehen und konnte zwölf Personen fassen. Ähnlich einer Standseilbahn zog ein Stahlkabel den Wagen durch die Röhre, als Antrieb dienten zwei stationäre Dampfmaschinen mit einer Leistung von 4 PS. Die Fahrt mit dem Wagen dauerte 70 Sekunden.
Der Eingangsschacht am Tower Hill ist 60 Fuß (18,29 Meter) tief, derjenige in der Vine Lane 50 Fuß (15,24 Meter). Zur Zeit des Fahrbetriebs wurden die Passagiere an beiden Flussseiten mit einem Lift nach unten und oben befördert, der sechs Personen fasste und ebenfalls mittels Dampfkraft betrieben wurde.

## Verwendung

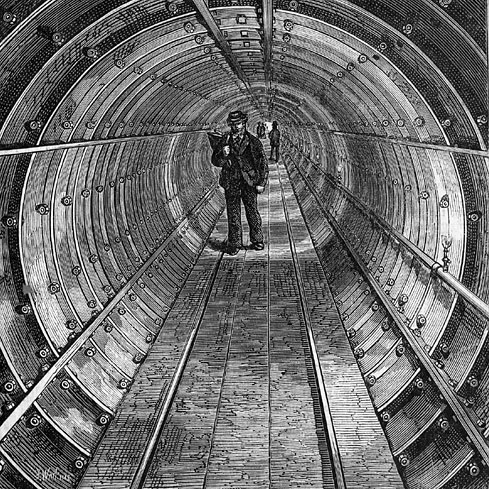
Die Tower Subway als Fußgängertunnel

Die Pläne sahen die Verwendung der Tower Subway als eine Art unterirdische Eisenbahn vor, und sie war damit die erste Röhrenbahn der Welt. Ein kleiner Waggon, von den Tunnelbetreibern omnibus genannt, pendelte zwischen den beiden Ufern durch den eingleisigen Tunnel.
Das System ließ sich nie gewinnbringend betreiben. Der einzige Wagen bot lediglich Platz für zwölf Personen, und für eine Fahrt wurde eine Maut von 1 Penny, von Passagieren erster Klasse 2 Pence eingehoben. Da es kein Ausweichgleis gab, konnte auch kein zweiter Wagen im Tunnel verkehren.

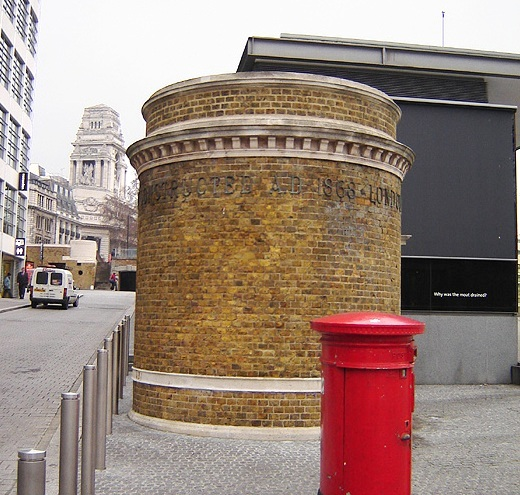
Nördlicher Eingang zur Tower Subway (Januar 2006), auf der Seite ist zu lesen: „CONSTRUCTED A.D. 1868 · LONDON“

Bereits wenige Monate nach Eröffnung wurde am 7. Dezember 1870 der Wagenbetrieb eingestellt. Der Tunnel erhielt eine Beleuchtung und wurde noch am 24. Dezember des Jahres als Fußgängerverbindung freigegeben. Der Zugang zum Tunnel erfolgte auf beiden Seiten nun über eine Wendeltreppe. Durchschnittlich 20.000 Personen benutzten fortan wöchentlich den Tunnel und bezahlten dafür eine Maut von jeweils einem halben Penny. Kurz nach Eröffnung der darüber liegenden Tower Bridge im September 1894 wurde die Tower Subway wegen mangelnder Kundschaft geschlossen.
Zu Beginn der 1920er Jahre erhielt der Tunnel eine neue Funktion als Route für die von der London Hydraulic Power Company betriebenen Hydraulikleitungen sowie für die Trinkwasserversorgung. Während die Trinkwasserröhren noch heute in Betrieb sind, werden an Stelle der obsoleten Hydraulikleitungen nun Telekommunikationskabel durchgeleitet.
Von den Zugangsbauten ist heute noch das kleine Eingangsgebäude am Tower Hill erhalten.